# Нью-Йоркський марафон
Нью-Йоркський марафон (англ. New York City Marathon) — один з найбільших світових марафонських забігів, що відбувається щорічно у Нью-Йорку. У різні роки участь у марафоні брали близько 53 тисяч бігунів. Разом з Бостонським та Чиказьким марафонами входить до списку World Marathon Majors.
Марафон було засновано 1970 року асоціацією бігунів Нью-Йорка. Проводиться щороку в першу неділю листопада.

## Переможці

### Чоловіки
| Дата                                                         | Переможець                | Країна          | Час        | Примітки |
| ------------------------------------------------------------ | ------------------------- | --------------- | ---------- | -------- |
| 13 вересня 1970                                              | Гарі Мурк                 | США             | 2:31.38 MR |          |
| 19 вересня 1971                                              | Норман Хіґґінс            | США             | 2:22.54 MR |          |
| 1 жовтня 1972                                                | Шелдон Карлін             | США             | 2:27.52    |          |
| 30 вересня 1973                                              | Том Флемінг               | США             | 2:21.54 MR |          |
| 29 вересня 1974                                              | Норберт Сандер            | США             | 2:26.30    |          |
| 28 вересня 1975                                              | Том Флемінг -2-           | США             | 2:19.27 MR |          |
| 24 січня 1976                                                | Білл Роджерс              | США             | 2:10.10 MR |          |
| 23 жовтня 1977                                               | Білл Роджерс -2-          | США             | 2:11.28    |          |
| 22 жовтня 1978                                               | Білл Роджерс -3-          | США             | 2:12.12    |          |
| 21 жовтня 1979                                               | Білл Роджерс -4-          | США             | 2:11.42    |          |
| 26 жовтня 1980                                               | Альберто Салазар          | США             | 2:09.41 MR |          |
| 25 жовтня 1981                                               | Альберто Салазар -2-      | США             | 2:08.13 MR |          |
| 24 жовтня 1982                                               | Альберто Салазар -3-      | США             | 2:09.29    |          |
| 23 жовтня 1983                                               | Род Діксон                | Нова Зеландія   | 2:08.59    |          |
| 28 жовтня 1984                                               | Орландо Піццолато         | Італія          | 2:14.53    |          |
| 27 жовтня 1985                                               | Орландо Піццолато -2-     | Італія          | 2:11.34    |          |
| 2 листопада 1986                                             | Джанні Полі               | Італія          | 2:11.06    |          |
| 1 листопада 1987                                             | Ібрагім Хуссейн           | Кенія           | 2:11.01    |          |
| 6 листопада 1988                                             | Стів Джонс                | Велика Британія | 2:08.20    |          |
| 5 листопада 1989                                             | Джума Ікангаа             | Танзанія        | 2:08.01 MR |          |
| 4 листопада 1990                                             | Дуглас Вакіїхурі          | Кенія           | 2:12.39    |          |
| 3 листопада 1991                                             | Сальвадор Гарсія          | Мексика         | 2:09.28    |          |
| 1 листопада 1992                                             | Віллі Мтоло               | ПАР             | 2:09.29    |          |
| 14 листопада 1993                                            | Андрес Еспіноза           | Мексика         | 2:10.04    |          |
| 6 листопада 1994                                             | Герман Сілва              | Мексика         | 2:11.21    |          |
| 12 листопада 1995                                            | Герман Сілва -2-          | Мексика         | 2:11.00    |          |
| 3 листопада 1996                                             | Леон Джіакомо             | Італія          | 2:09.54    |          |
| 2 листопада 1997                                             | Джон Кагве                | Кенія           | 2:08.12    |          |
| 1 листопада 1998                                             | Джон Кагве -2-            | Кенія           | 2:08.45    |          |
| 7 листопада 1999                                             | Джозеф Чебет              | Кенія           | 2:09.14    |          |
| 5 листопада 2000                                             | Абделькадер Ель-Муазіз    | Марокко         | 2:10.09    |          |
| 4 листопада 2001                                             | Тесфає Джифар             | Ефіопія         | 2:07.43 MR |          |
| 3 листопада 2002                                             | Роджерс Роп               | Кенія           | 2:08.07    |          |
| 2 листопада 2003                                             | Мартін Лель               | Кенія           | 2:10.30    |          |
| 7 листопада 2004                                             | Хендрік Рамаала           | ПАР             | 2:09.28    |          |
| 6 листопада 2005                                             | Пол Тергат                | Кенія           | 2:09.30    |          |
| 5 листопада 2006                                             | Марілсон дос Сантос       | Бразилія        | 2:09.58    |          |
| 4 листопада 2007                                             | Мартін Лель -2-           | Кенія           | 2:09.04    |          |
| 2 листопада 2008                                             | Марілсон дос Сантос -2-   | Бразилія        | 2:08.43    |          |
| 1 листопада 2009                                             | Мебрахтом Кефлезігхі      | США             | 2:09.15    |          |
| 7 листопада 2010                                             | Гебремариам Гебрегзиабхер | Ефіопія         | 2:08:14    |          |
| 6 листопада 2011                                             | Джеффрі Мутаї             | Кенія           | 2:05.06 MR |          |
| 2012 року змагання не відбулися через наслідки урагану Сенді |                           |                 |            |          |
| 3 листопада 2013                                             | Джеффрі Мутаї -2-         | Кенія           | 2:08.24    |          |
| 2 листопада 2014                                             | Вілсон Кіпсанг            | Кенія           | 2:10.59    |          |
| 1 листопада 2015                                             | Стенли Бівотт             | Кенія           | 2:10.34    |          |
| 6 листопада 2016                                             | Гиірмай Гебреселассіе     | Еритрея         | 2:07.51    |          |
| 5 листопада 2017                                             | Джеффрі Камворор          | Кенія           | 2:10.53    |          |
| 4 листопада 2018                                             | Леліса Десіса             | Ефіопія         | 2:05.59    |          |
| 3 листопада 2019                                             | Джеффрі Камворор          | Кенія           | 2:08.13    |          |
| 2020 року змагання не відбулися через пандемію COVID-19      |                           |                 |            |          |
| 7 листопада 2021                                             | Альберт Корір             | Кенія           | 2:08.22    |          |
| 6 листопада 2022                                             | Еванс Чебет               | Кенія           | 2:08.41    |          |
| 5 листопада 2023                                             | Тамірат Тола              | Ефіопія         | 2:04.58 MR | [ 1 ]    |
| 3 листопада 2024                                             | Абді Нагеє                | Нідерланди      | 2:07.39    |          |

### Жінки
| Дата                                                         | Переможець                  | Країна          | Час        | Примітки |
| ------------------------------------------------------------ | --------------------------- | --------------- | ---------- | -------- |
| 19 вересня 1971                                              | Бет Боннер                  | США             | 2:55.22 MR |          |
| 1 жовтня 1972                                                | Ніна Кущик                  | США             | 3:08.41    |          |
| 30 вересня 1973                                              | Ніна Кущик -2-              | США             | 2:57.07    |          |
| 29 вересня 1974                                              | Катрін Швітцер              | США             | 3:07.29    |          |
| 28 вересня 1975                                              | Кім Меррітт                 | США             | 2:46.14 MR |          |
| 24 січня 1976                                                | Мікі Горман                 | США             | 2:39.11 MR |          |
| 23 жовтня 1977                                               | Мікі Горман -2-             | США             | 2:43.10    |          |
| 22 жовтня 1978                                               | Грете Вайтц                 | Норвегія        | 2:32.30 MR |          |
| 21 жовтня 1979                                               | Грете Вайтц -2-             | Норвегія        | 2:27.33 MR |          |
| 26 жовтня 1980                                               | Грете Вайтц -3-             | Норвегія        | 2:25.42 MR |          |
| 25 жовтня 1981                                               | Аллісон Роу                 | Нова Зеландія   | 2:25.29 MR |          |
| 24 жовтня 1982                                               | Грете Вайтц -4-             | Норвегія        | 2:27.14    |          |
| 23 жовтня 1983                                               | Грете Вайтц -5-             | Норвегія        | 2:27.00    |          |
| 28 жовтня 1984                                               | Грете Вайтц -6-             | Норвегія        | 2:29.30    |          |
| 27 жовтня 1985                                               | Грете Вайтц -7-             | Норвегія        | 2:28.34    |          |
| 2 листопада 1986                                             | Грете Вайтц -8-             | Норвегія        | 2:28.06    |          |
| 1 листопада 1987                                             | Прісцилла Велч              | Велика Британія | 2:30.17    |          |
| 6 листопада 1988                                             | Грете Вайтц -9-             | Норвегія        | 2:28.07    |          |
| 5 листопада 1989                                             | Інгрид Крістиансен          | Норвегія        | 2:25.30    |          |
| 4 листопада 1990                                             | Ванда Панфіль               | Польща          | 2:30.45    |          |
| 3 листопада 1991                                             | Ліз Макколган               | Велика Британія | 2:27.32    |          |
| 1 листопада 1992                                             | Ліза Ондієкі                | Австралія       | 2:24.40 MR |          |
| 14 листопада 1993                                            | Ута Піппіг                  | Німеччина       | 2:26.24    |          |
| 6 листопада 1994                                             | Тегла Лорупе                | Кенія           | 2:27.37    |          |
| 12 листопада 1995                                            | Тегла Лорупе -2-            | Кенія           | 2:28.06    |          |
| 3 листопада 1996                                             | Ануце Кетуне                | Румунія         | 2:28.18    |          |
| 2 листопада 1997                                             | Франзіска Рошат-Мозер       | Швейцарія       | 2:28.43    |          |
| 1 листопада 1998                                             | Франка Фьячоні              | Італія          | 2:25.17    |          |
| 7 листопада 1999                                             | Адріана Фернандес           | Мексика         | 2:25.06    |          |
| 5 листопада 2000                                             | Людмила Петрова             | Росія           | 2:25.45    |          |
| 4 листопада 2001                                             | Маргарет Окайо              | Кенія           | 2:24.21 MR |          |
| 3 листопада 2002                                             | Джойс Чепчумба              | Кенія           | 2:25.56    |          |
| 2 листопада 2003                                             | Маргарет Окайо -2-          | Кенія           | 2:22.31 MR |          |
| 7 листопада 2004                                             | Пола Редкліфф               | Велика Британія | 2:23.10    |          |
| 6 листопада 2005                                             | Єлена Прокопчук             | Латвія          | 2:24.41    |          |
| 5 листопада 2006                                             | Єлена Прокопчук -2-         | Латвія          | 2:25.05    |          |
| 4 листопада 2007                                             | Пола Редкліфф -2-           | Велика Британія | 2:23.09    |          |
| 2 листопада 2008                                             | Пола Редкліфф -3-           | Велика Британія | 2:23.56    |          |
| 1 листопада 2009                                             | Дерарту Тулу                | Ефіопія         | 2:28.52    |          |
| 7 листопада 2010                                             | Една Кіплагат               | Кенія           | 2:28.20    |          |
| 6 листопада 2011                                             | Фірехівот Дадо              | Ефіопія         | 2:23.15    |          |
| 2012 року змагання не відбулися через наслідки урагану Сенді |                             |                 |            |          |
| 3 листопада 2013                                             | Пріска Джепту               | Кенія           | 2:25.07    |          |
| 2 листопада 2014                                             | Мері Джепкосгей Кейтані     | Кенія           | 2:25.07    |          |
| 1 листопада 2015                                             | Мері Джепкосгей Кейтані -2- | Кенія           | 2:24.25    |          |
| 6 листопада 2016                                             | Мері Джепкосгей Кейтані -3- | Кенія           | 2:24.26    |          |
| 5 листопада 2017                                             | Шалан Фленаган              | США             | 2:26.53    |          |
| 4 листопада 2018                                             | Мері Джепкосгей Кейтані -4- | Кенія           | 2:22.48    |          |
| 3 листопада 2019                                             | Джойсилін Джепкосгеї        | Кенія           | 2:22.38    |          |
| 2020 року змагання не відбулися через пандемію COVID-19      |                             |                 |            |          |
| 7 листопада 2021                                             | Перес Джепчірчір            | Кенія           | 2:22.39    |          |
| 6 листопада 2022                                             | Шарон Локеді                | Кенія           | 2:23:23    |          |
| 5 листопада 2023                                             | Геллен Обірі                | Кенія           | 2:27.23    | [ 1 ]    |
| 3 листопада 2024                                             | Шейла Чепкіруі              | Кенія           | 2:24.35    |          |

## «Марафон у Нью-Йорку, який ніхто не хоче бігти»
7 листопада 2021 року, в день старту Нью-Йоркського марафону, за ініціативи «Нової пошти» в українському селищі Нью-Йорк, що на Донеччині, було влаштовано забіг під назвою «Марафон, який ніхто не хоче бігти». Реалізацією проєкту займалася комунікаційна агенція Gres Todorchuk.
Метою заходу стало привернення уваги міжнародної спільноти до російської агресії на сході України. Головна ідея — пробігти будь-яку дистанцію на підтримку України та написати про це в соцмережі. Усі учасники отримували стартовий набір та медаль з частинкою військової гільзи зі сходу України. Дизайн медалі розробив один з найвідоміших українських графічних дизайнерів Юрко Гуцуляк.
Безпосередньо в Нью-Йорку марафон розпочали п'ятеро людей: військовий, медик, волонтерка, військовий журналіст та переселенка. Вони закликали долучитися до забігу весь світ.
За перші чотири дні на участь у марафоні було подано понад 24 тисяч заявок, а вже за десять днів кількість учасників склала 35,5 тисяч, що перевищило кількість бігунів, зареєстрованих у оригінальному нью-йоркському марафоні. Заявки на участь надійшли не лише з України, а й з Німеччини, Нової Зеландії, Великої Британії, Туреччини, Перу, а також американського Нью-Йорка.
Серед відомих українців до заходу долучилися народний депутат від «Європейської Солідарності» Олексій Гончаренко, екс-голова Державної митної служби Максим Нефьодов, колишній віце-прем'єр-міністр України Геннадій Зубко, повний кавалер ордена «За мужність» Павло Чайка, співзасновниця агенції Gres Todorchuk Ярослава Гресь, Заслужений журналіст України Андрій Цаплієнко, військовослужбовці 81-ї окремої аеромобільної бригади ЗС України та 46-ї окремої десантно-штурмової бригади та інші.